# Lahitère
Lahitère ist eine französische Gemeinde mit 53 Einwohnern (Stand 1. Januar 2022) im Département Haute-Garonne in der Region Okzitanien (vor 2016 Midi-Pyrénées). Sie gehört zum Arrondissement Muret und zum Kanton Auterive. Die Einwohner werden Lahitérois genannt.

## Geografie
Die Gemeinde Lahitère liegt in der Vorbergzone der Pyrenäen an der Grenze zum Département Ariège, 65 Kilometer südsüdwestlich von Toulouse. Umgeben wird Lahitère von den Nachbargemeinden Montberaud im Westen und Norden, Montesquieu-Volvestre im Norden und Osten sowie Sainte-Croix-Volvestre im Süden.

## Einwohnerentwicklung
| Jahr                       | 1962 | 1968 | 1975 | 1982 | 1990 | 1999 | 2006 | 2013 | 2020 |
| Einwohner                  | 67   | 49   | 46   | 50   | 33   | 38   | 51   | 48   | 62   |
| Quellen: Cassini und INSEE |      |      |      |      |      |      |      |      |      |

## Sehenswürdigkeiten
- Kirche Notre-Dame-de-l'Assomption